# Heinrich Ehrler

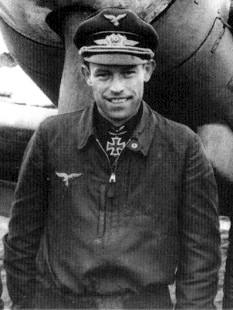
Heinrich Ehrler

Heinrich Ehrler (* 14. September 1917 in Oberbalbach, Baden-Württemberg; † 4. April 1945 über Stendal) war ein deutscher Luftwaffenoffizier, zuletzt Major, und hochdekorierter Jagdflieger im Zweiten Weltkrieg.

## Zweiter Weltkrieg
Heinrich Ehrler kam 1935 zur Artillerie und als Flak-Artillerist nahm er 1936 am Spanischen Bürgerkrieg teil.

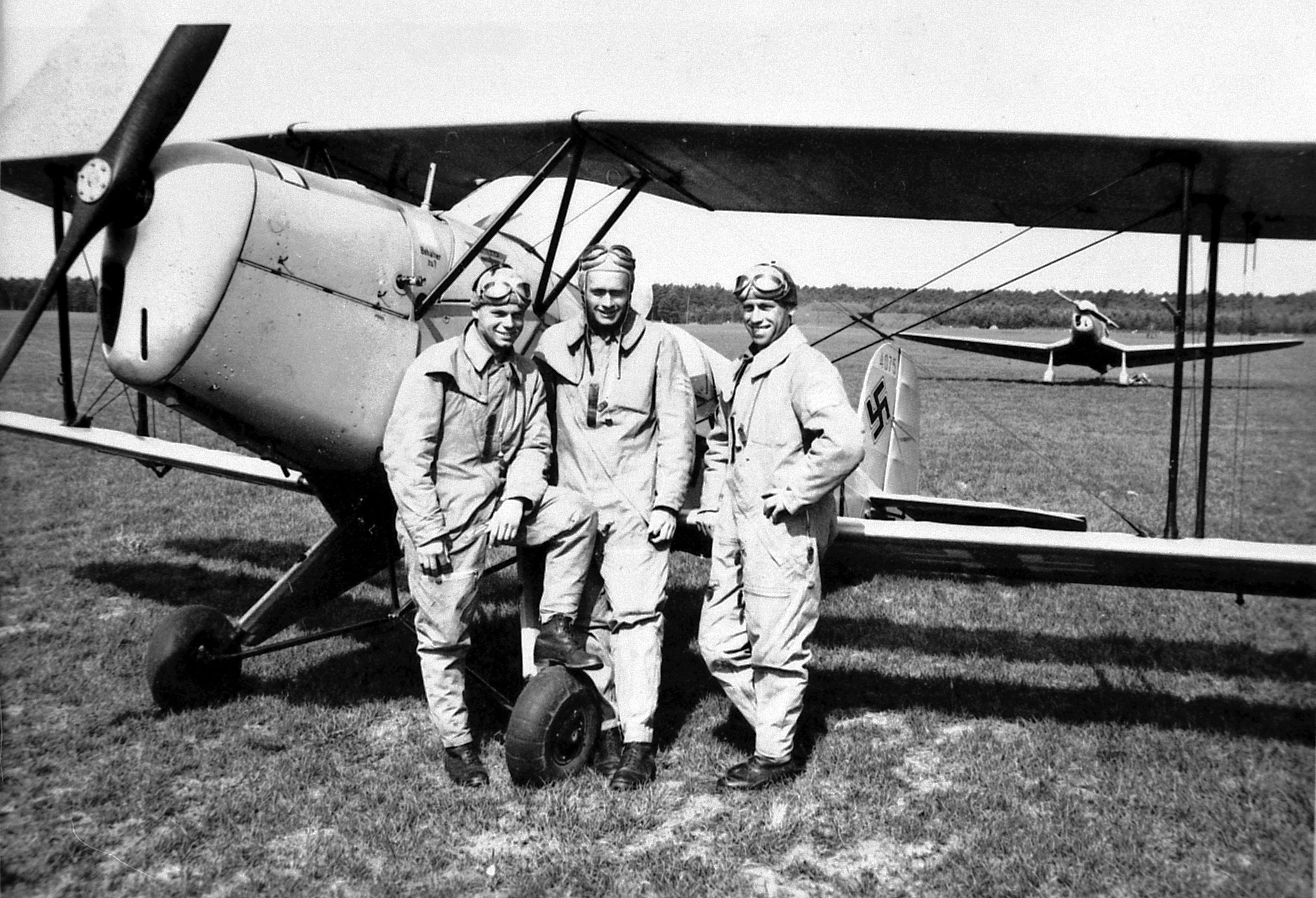
Bücker Bü 131 W.Nr. 4075, re. Heinrich Ehrler, ca. 1940

Während des Zweiten Weltkriegs absolvierte er 1940 eine Ausbildung zum Flugzeugführer und kam am 1. Februar 1941 zur 4. Staffel des Jagdgeschwaders 77, wo er elf Luftsiege errang. Am 20. Juli 1942 wurde er Staffelkapitän der 6. Staffel des Jagdgeschwaders 5. Am 4. September 1942 wurde ihm das Ritterkreuz des Eisernen Kreuzes für 64 Abschüsse verliehen und am 18. März 1943 wurde er zum Hauptmann befördert. Am 1. Juni 1943 übernahm er die II. Gruppe des Jagdgeschwaders 5 als Kommandeur. Während eines Einsatzes vom Flugplatz Alakurtti aus wurde Ehrler am 21. Juni bei einem Luftkampf von Piloten des sowjetischen 19. Gardejagdfliegerregiments abgeschossen und musste hinter den gegnerischen Linien mit dem Fallschirm abspringen, konnte aber noch am selben Tag von einem Ar-196-Aufklärungsflugzeug ausgeflogen werden. Das Eichenlaub zum Ritterkreuz wurde ihm am 2. August 1943 für 112 Abschüsse verliehen und am 1. August 1944 wurde er Kommodore des Jagdgeschwaders 5.
Am 12. November 1944 wurde eine Formation Lancaster gesichtet. Ehrler startete ohne die übrige Einheit alleine mit seinem Rottenflieger. Die Lancaster versenkten das Schlachtschiff Tirpitz, ohne dass Ehrler eingreifen konnte. 902 Seeleute verloren dabei ihr Leben. Ehrler wurde daraufhin zur Verantwortung gezogen und durch ein Kriegsgericht zum Tode verurteilt. Durch die massiven Bombenangriffe der Alliierten benötigte man aber dringend gute Jagdpiloten und so wurde die Strafe auf drei Jahre Zwangsarbeit umgewandelt und zum Vollzug nach dem Kriege ausgesetzt.
Sein Freund Theodor Weissenberger holte ihn zur Frontbewährung zum eben neu aufgestellten Jagdgeschwader 7, welches mit dem Düsenjäger Me 262 ausgerüstet war. Mit dieser Maschine erzielte Ehrler circa acht weitere Luftsiege. Zuletzt am 4. April 1945 schoss er zwei B-24 ab. Als er keine Munition mehr hatte, rammte er eine dritte B-24 und brachte diese ebenfalls zum Absturz. Dabei stürzte er selbst tödlich ab. Seine letzten Worte über Funkverkehr an Theodor Weissenberger waren: Theo, Heinrich hier! Habe zwei Bomber abgeschossen; Munition ist alle. Ich ramme jetzt. Auf Wiedersehen, sehen uns in Walhalla!

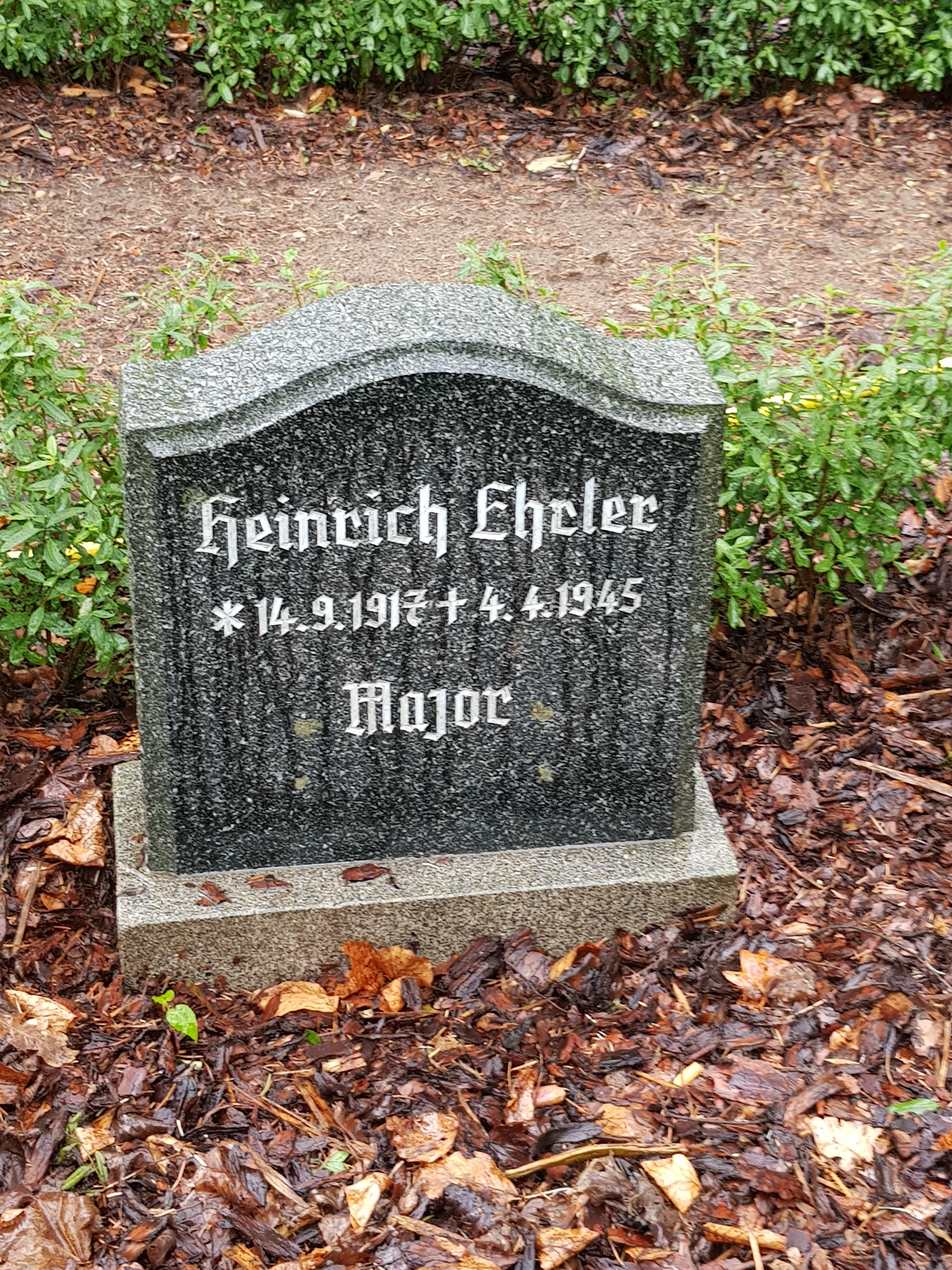
Grab auf dem Stendaler Friedhof

Seine sterblichen Überreste liegen nicht in seinem Grab (siehe Foto).
Die Gebeine wurden vom Vermisstenforscher Uwe Benkel gefunden und sollen in naher Zukunft geborgen werden.

## Rezeption
Ehrlers Todesumstände werden heute von Rechtsextremen im Rahmen ihrer Erinnerungskultur zur Heldenverehrung instrumentalisiert.

## Auszeichnungen
- Eisernes Kreuz (1939) II. und I. Klasse
- Ritterkreuz des Eisernen Kreuzes mit Eichenlaub[5]
  - Ritterkreuz am 4. September 1942
  - Eichenlaub am 2. August 1943 (265. Verleihung)
- Deutsches Kreuz in Gold am 18. März 1943[5]